# Синдер, Михаил Исакович
Михаил Исакович Синдер  — советский и белорусский тренер по классической борьбе. Заслуженный тренер Белорусской ССР (1962).

## Биография
Неоднократный чемпион БССР в довоенные годы. Работал тренером в Минске в обществе «Красное Знамя».
Среди учеников чемпионы СССР - Дмитрий Коган и Ефим Фишбейн. Заслуженный тренер БССР.

## Награды и звания
- Заслуженный тренер Белорусской ССР (1962)